# Weichseltræ
Weichseltræ (Prunus mahaleb) eller bare Weichsel er et lille træ, der i Danmark bliver plantet i hegn. Det ligner alm. hæg, men bladene er blanke med tydelige kirtler på bladtænderne. Blomsterne er små og rent hvide med en behagelig duft. Frugterne er små, sorte "kirsebær". Underbarken og løvet dufter af en blanding af Skovmærke (dvs. kumarin) og marcipan (dvs. blåsyre).

## Beskrivelse
Weichseltræ er et lille, løvfældende træ med en bred, skærmagtig vækstform. Stammen er kort og deler sig snart i flere topskud. Hovedgrenene er udspærrede til overhængende. Barken er først grågrøn, og derpå gråbrun med tværgående bånd af korkporer. Gammel stammebark er grå med opsprækkende furer. Knopperne er spredte og brune med oval form. Blomsterknopperne sidder i små bundter på dværgagtige kortskud.
Bladene er bredt ovale til helt runde med fint takket rand og en kort spids. På stilken ses af og til små grønne nektarkirtler. Oversiden er blankt lysegrøn, mens undersiden er mere mat. Blomsterne springer ud i slutningen af maj. De sidder 5-10 sammen i halvskærme. Hver enkelt blomst er lille og rent hvid med en behagelig duft. Frugterne er små, sorte "kirsebær". Frøene modner godt og spirer villigt.
Rodnettet består af kraftige hovedrødder, der når både langt ned og vidt ud. Finrødderne ligger højt i jorden.
Højde x bredde og årlig tilvækst: 10 x 10 m (30 x 20 cm/år).

## Voksested
Weichseltræ danner krat, skovbryn og underskov i de lyse blandingsskove på tør og kalkrig bund i Mellem- og Østeuropa. I det nordøstlige Bulgarien, hvor klimaet er kontinentalt med varm, tørre somre og hårde vintre, findes steppeområder af samme type, som kan ses i f.eks. Ungarn og Ukraine. Her vokser arten sammen med bl.a. agernigella, almindelig blærebælg, almindelig judastræ, almindelig nældetræ, almindelig parykbusk, almindelig syren, asfaltkløver, asiatisk singrøn, balkanpæon, bjergkortkrone, bjergstenfrø, blå staudeklematis, buskhestesko, dværgmandel, farvegåseurt, foderesparsette, fransk rose, glatbladet tidselkugle, gul læbeløs, hvid diktam, hårtotfjergræs, kronelimurt, lav iris, Melica transsilvanica (en art af flitteraks), melittis, opret galtetand, pigget lakrids, Potentilla cinerea (en art af potentil), purpurkongelys, russisk løn, Scabiosa argentea (en art af skabiose), sibirisk klokke, skarleje, skærmokseøje, slank sternbergia, spinkel kambunke, strandasters, sølvsalvie, sølvbladet pære, Teucrium polium (en art af kortlæbe), uldhåret fingerbøl og våradonis
I Danmark er træet især plantet i hegn i Vestjylland.

## Note
1. ↑  Where to watch plants in Bulgaria: Norteastern Bulgaria Arkiveret 14. august 2014 hos  Wayback Machine – grundig beskrivelse af vegetationerne i denne landsdel (engelsk)

| Portal | Portal:Botanik |